# Xylomoia graminea
Xylomoia graminea là một loài bướm đêm trong họ Noctuidae.